# Belga frank
A belga frank (hollandul: Belgische frank; franciául: franc belge; németül: Belgischer Franken; ISO 4217-kód: BEF; pénzjel: fr.) Belgium hivatalos pénzneme volt az euró bevezetése előtt, váltópénze a centiem (hollandul), centime (franciául) vagy Centime (németül).

## Története
Nyugat-Európa előbb a forradalmi, majd a napóleoni Franciaország által történt meghódítása a francia frank széles körben elterjedt használatával járt. A jelenlegi Belgium területén a francia forradalmi háborúkig a Habsburg fennhatóság alatt az osztrák-németalföldi koronatallér (Kronenthaler) volt forgalomban, majd a Francia Köztársaság és a Francia Császárság uralma alatt a frank, az Egyesült Németalföldi Királyság (vagy Egyesült Holland Királyság - Vereinigd Koninkrijk der Nederlanden) idején (1815-1830) pedig a holland forint.

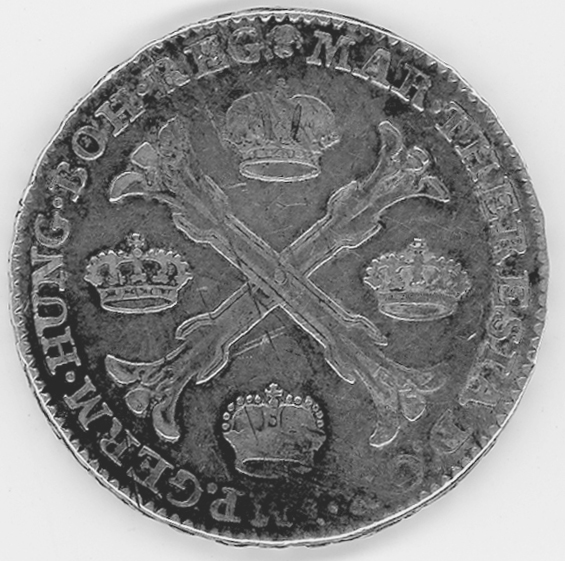
Mária Terézia osztrák-németalföldi koronatallérjának előoldala.
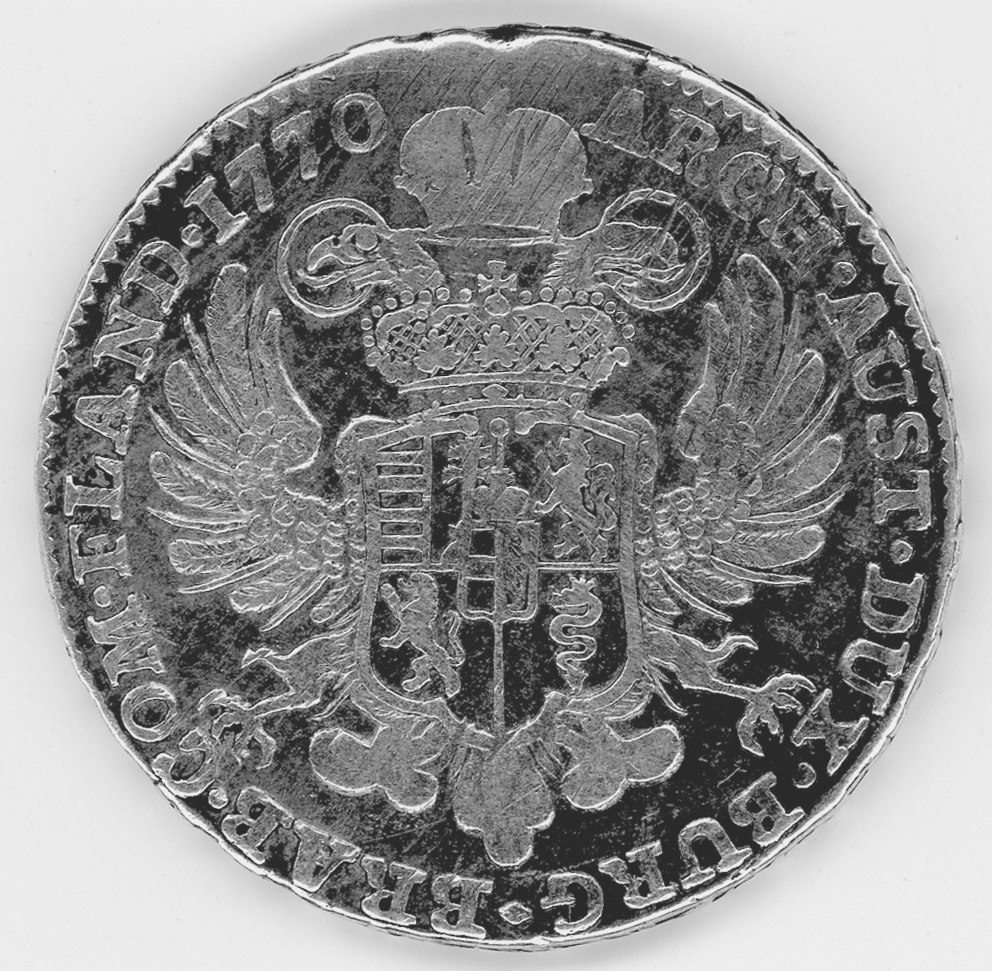
Mária Terézia osztrák-németalföldi koronatallérjának hátoldala.

1832-ben az Egyesült Németalföldi Királyságtól, azaz Hollandiától való függetlenségének kinyilatkoztatása után az új Belga királyság 1832. június 5-én kibocsátotta saját frankját, a francia frankkal azonos értékben. Luxemburg 1848-ban, majd Svájc 1850-ben követte példáját. Itália egyesítése létrejöttekor Olaszországban, ahol addig a Szárd Királyság lírája volt forgalomban, 1862-ben hasonló alapon létrejött az olasz líra.
1865-ben Franciaország, Belgium, Svájc, Olaszország és Luxemburg létrehozták a latin pénzügyi uniót (amelyhez Görögország 1868-ban csatlakozott): minden állam saját egységnyi valutája (frank, líra, drachma) 4,5 g ezüst vagy 290,322 mg tiszta arany értékben lett meghatározva, mindegyikük paritásban a többivel szabadon forgott nevezett országokban. 1870-ben egységesen az aranystandardot fogadták el, s ez a helyzet egészen 1914-ig állt fenn.
1926-ban Belgium, amely Franciaországhoz hasonlóan súlyos inflációt szenvedett el, bevezette a belgát öt régi frank értékben, és az ország még ugyanabban az évben kilépett a monetáris unióból. A belgát a font sterlinghez kötötték úgy, hogy 35 belga (175 frank) = 1 font; a belga 209,211 mg aranyat ért. Belgium 1921-es pénzügyi uniója Luxemburggal mindazonáltal a teljes gazdasági unió alapját képezte 1932-ig. 1935-ben a belga frank 28%-ot veszített értékéből, 150,632 mg-os aranyértékig, egy luxemburgi frank értékét 1¼ belga frankban szabták meg.
Belgium 1940. májusi német lerohanását követően egy frank értékét 0,1 német birodalmi márka értékben állapították meg, amit júliusban 0,08 márkára csökkentettek. 1944. október 5-én, a felszabadulást követően a Bretton Woods-i konferencia a kezdeti 43,77 frank = 1 amerikai dollár árfolyammal stabilizálta a belga frankot. 1946-ban ez 43,8275-re, majd a font 1949. szeptemberi értékcsökkenése után 50-re változott. A belga frank legközelebb 1982-ben inflálódott.

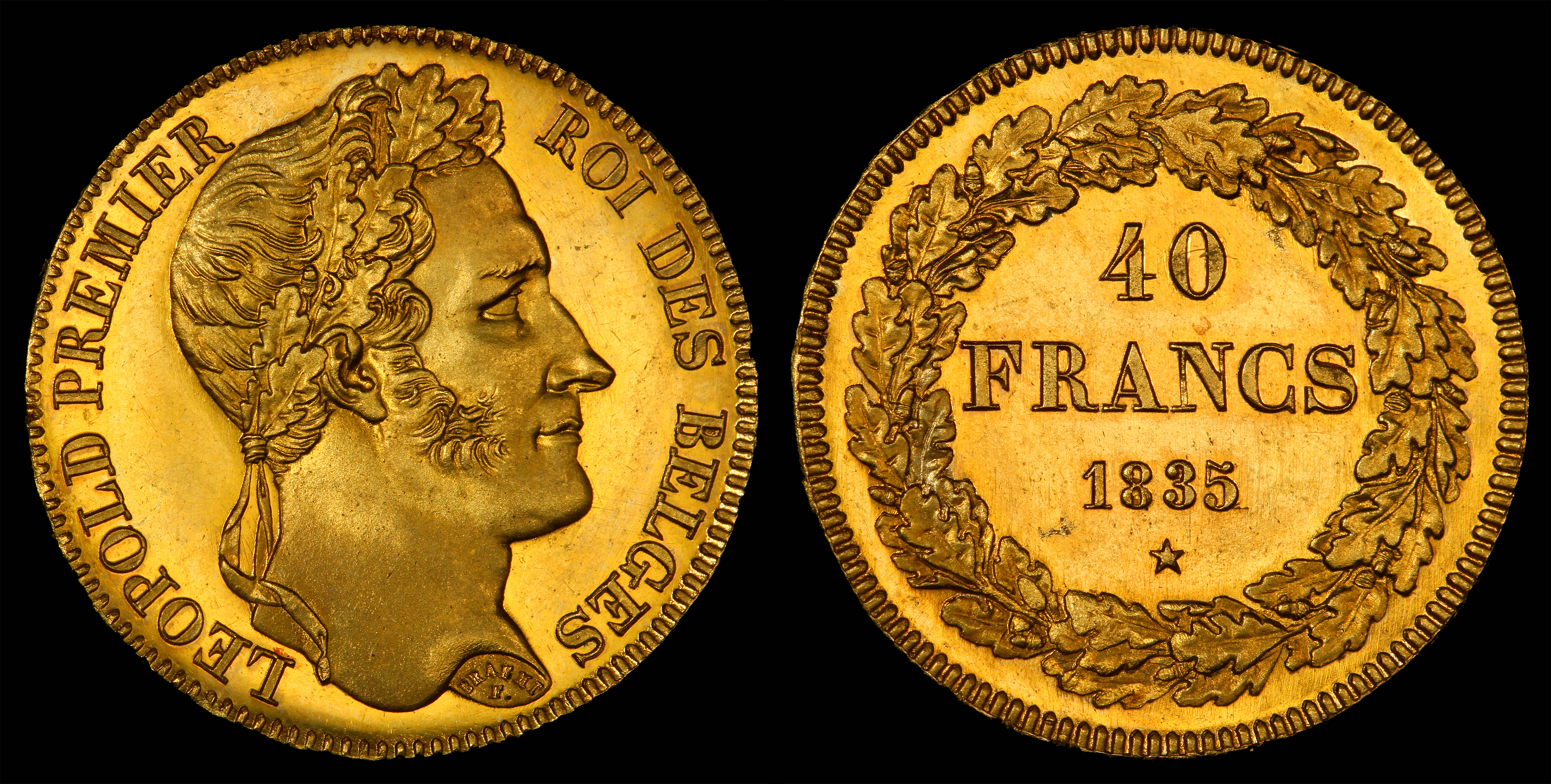
1835-ös belga 40 frankos aranyérme I. Lipót király portréjával.

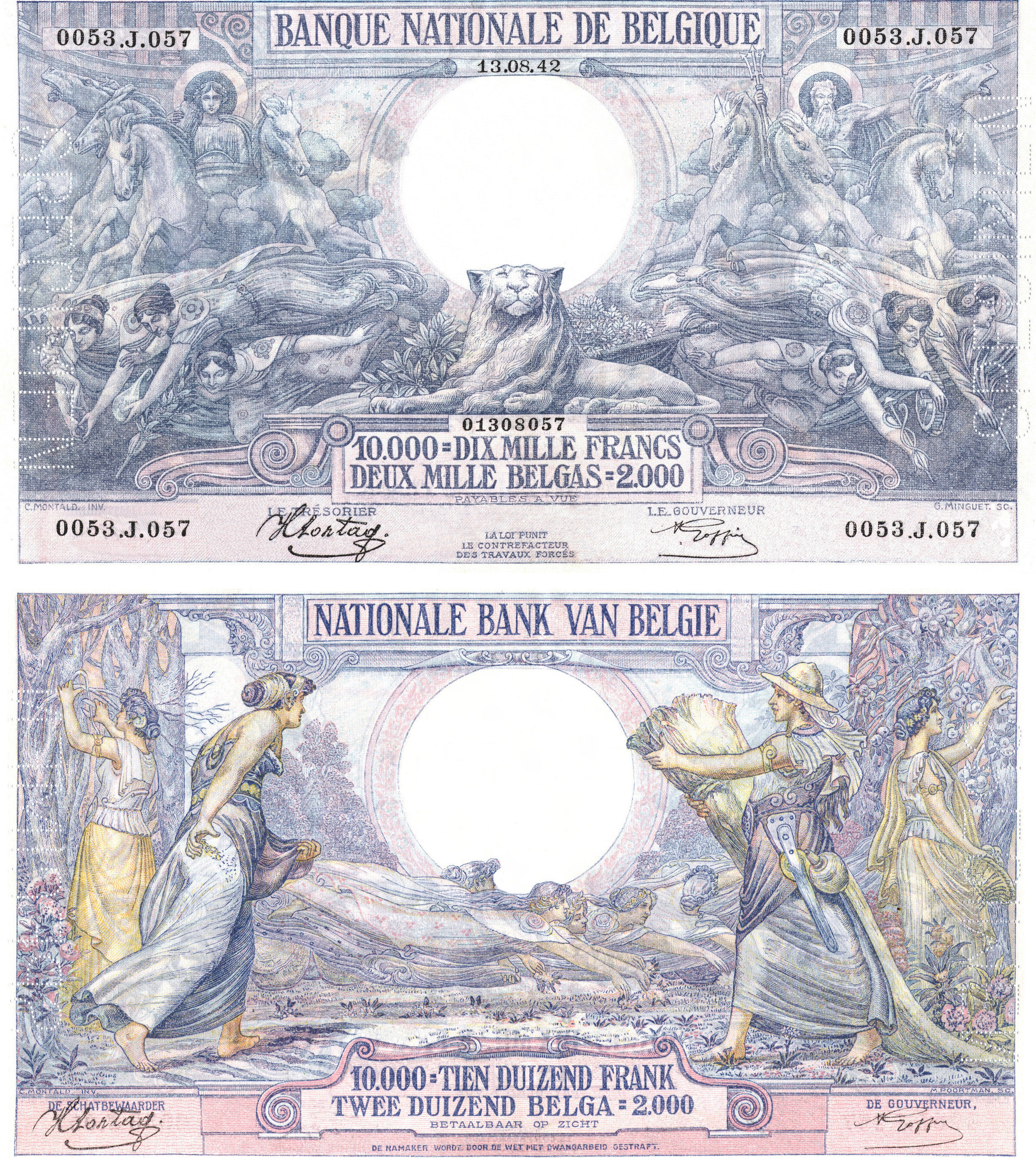
Belga 1942-es kibocsátású 10 000 frankos bankjegy elő- és hátoldala.

### Az euró
A 10 európai valutával együtt a belga/luxemburgi frank 1999. január elsejével 1 EUR = 40,3399 BEF/LUF, vagyis egy frank = 0,024789 € árfolyammal megszűnt.
Attól kezdve a frank csak mint „nem decimális euró kifejezése” maradt forgalomban, bár a bankjegyek továbbra is frankban voltak nevesítve, készpénzben azzal fizettek. A nem-fizikai pénzforgalom (elektronikus utalás, számlavezetés stb.) viszont kizárólag euróban történt.
2002. január elsején az eurós pénzérmék és bankjegyek forgalomba bocsátásával kettős pénzforgalom alakult ki, amely február 28-ig állt fenn, amikor is a régi belga frank pénzérmék és bankjegyek legális forgalma megszűnt.
A régi pénzérméket 2004 végéig lehetett beváltani, míg a bankjegyekre nincs beváltási határidő megszabva.

## Nyelvek
Kezdetben a feliratok francia nyelvűek voltak. 1869-ben bevezették a pénzérmék flamand nyelvű feliratozását is, sőt némelyikük kétnyelvű is lett. Ha mindkét nyelv szerepelt egy oldalon, felváltva verték a pénzt, hol egyik, hol másik nyelvvel kezdve a feliratot. A bankjegyek 1880-tól kétnyelvűek, 1992-től háromnyelvűek voltak, tekintve, hogy a harmadik belga nemzetalkotó a német közösség. Egyik oldalukra így vagy a francia, vagy a flamand, a másik oldalra pedig a német nyelvű felirat került. Vertek német nyelvű emlékpénzérméket is, ám ezek sosem kerültek forgalomba.

## Pénzérméi
1832 és 1834 között réz 1, 2, 5 e 10 centime-osokat, ezüst ¼, ½, 1, 2  és 5 frankosokat, valamint arany 10, 20 és 40 frankosokat vertek. Némely első 1 és 2 centime-osokat holland ½ és 1 centesek felülverésével hoztak létre. Arany 40 frankost 1841-ig nem hoztak forgalomba, de verése már korábban megkezdődött, míg az ezüst 2½ frankost és az arany 10 és 25 frankost csak 1848 és 1850 között. A 20 centime-os ezüstöt ¼ frankossal helyettesítették, 1852-ben. 1860-ban 20 centime-os réz-nikkel érméket hoztak ki, míg az 5 és 10 centime-osokat 1861-ben. Az ezüst 5 frankosok verését 1876-ban beszüntették. 1901 és 1908 között az 5, 10 és 25 centime-osokat középen lyukkal bocsátották ki.
1914-ben beszüntették az 1 centime-os és minden ezüst valamint arany érmék verését. Cink 5, 10 és 25 centime-osokat a német megszállási zónában, majd 50 centime-osokat 1918-ban vertek. A 2 centime-osok gyártását 1919-ben beszüntették. 1922-ben és 1923-ban nikkel 50 centime-ost és 1, 2 frankosokat adtak ki; "Bon pour" francia, "Goed Voor" flamand felirattal. 1930-ban a nikkel-sárgarezet réz-nikkellel helyettesítették az 5 és 10 centime-osokban, majd 1938-ban a 25 centime-osokban. A nikkel 5 és 20 frankosokat 1930–31-ben, az ezüst 20 frankosokat 1933-ban és az 50 frankosokat 1939-ben vezették be.
Az 1940-es német megszállást követően beszüntették az ezüst pénzérmék verését. 1941-ben cinkkel helyettesítették az egyéb fémeket az 5, 10 és 25 centime-osokban, az 1 és 5 frankosokban. 1948-ban beszüntették a réz-nikkel 5 frankos, az ezüst 50 és 100 frankos, 1949-ben a 20 frankos, 1950-ben a réz-nikkel 1 frankos verését, a 20 és 50 centime-os bronzérmékét pedig 1952–53-ban. 1955-ben teljesen leállították az ezüstérmék gyártását.
1964-ben 25 centime-os réz-nikkel érmékkel helyettesítették a 20 centime-osokat. A nikkel 10 frankos 1969-ben jött ki (csak 1979-ig verték), majd a bronz 20 frankos 1980-ban, a nikkel 50 frankos pedig 1987-ben. 1986-ban bronz-alumíniummal helyettesítették a réz-nikkelt az 5 frankosban, míg 1989-ben nikkelezett vas a réz-nikkelt az 1 frankosban.
Az euró belépéséig a következő pénzérmék voltak forgalomban:
| Forgalmi pénzérmék | Forgalmi pénzérmék | Forgalmi pénzérmék | Forgalmi pénzérmék    | Forgalmi pénzérmék      | Forgalmi pénzérmék     | Forgalmi pénzérmék | Forgalmi pénzérmék         | Forgalmi pénzérmék |
| Érték              | Átmérő             | Tömeg              | Összetétel            | Előlap                  | Hátlap                 | Megjelenés dátuma  | Forgalomból kivonás dátuma |                    |
| ------------------ | ------------------ | ------------------ | --------------------- | ----------------------- | ---------------------- | ------------------ | -------------------------- | ------------------ |
| 25 centimes        | 16 mm              | 2,00 g             | Cu: 75% Ni: 25%       | Férfifej                | Korona és érték        | 1964               | 1980                       |                    |
| 50 centimes        | 19 mm              | 2,75 g             | Cu: 95% Sn: 3% Zn: 3% | Férfifej                | Korona és érték        | 1952               | 2002                       |                    |
| 1 frank            | 21 mm              | 4,00 g             | Cu: 75% Ni:25%        | Női fej                 | Korona, keret és érték | 1950               | ??                         |                    |
| 1 frank            | 18 mm              | 2,75 g             | Fe: 94% Ni: 6%        | I. Baldvin belga király | Korona és érték        | 1988               | 2002                       |                    |
| 1 frank            | 18 mm              | 2,75 g             | Fe: 94% Ni: 6%        | II. Albert belga király | Érték                  | 1994               | 2002                       |                    |
| 5 frank            | 24 mm              | 6,00 g             | Cu: 75% Ni: 25%       | Női fej                 | Korona, keret és érték | 1948               | ??                         |                    |
| 5 frank            | 24 mm              | 5,50 g             | Cu: 92% Al: 6% Ni: 2% | Baldvin                 | Érték                  | 1986               | 2002                       |                    |
| 5 frank            | 24 mm              | 5,50 g             | Cu: 92% Al: 6% Ni: 2% | II. Albert belga király | Érték                  | 1994               | 2002                       |                    |
| 10 frank           | 27 mm              | 8,00 g             | Ni: 100%              | Baldvin                 | Belgium címere         | 1969               | 1985                       |                    |
| 20 frank           | 25,65 mm           | 8,50 g             | Cu: 92% Ni: 6% Al: 2% | Baldvin                 | Levelek és érték       | 1980               | 2002                       |                    |
| 20 frank           | 25,65 mm           | 8,50 g             | Cu: 92% Ni: 6% Al: 2% | II. Albert              | Érték                  | 1994               | 2002                       |                    |
| 50 frank           | 22,75 mm           | 7,00 g             | Ni: 100%              | Baldvin                 | Érték                  | 1987               | 2002                       |                    |
| 50 frank           | 22,75 mm           | 7,00 g             | Ni: 100%              | II. Albert              | Érték                  | 1994               | 2002                       |                    |

## Bankjegyek és államjegyek
Belgiumban a Belga Nemzeti Bank (Banque Nationale de Belgique / Nationale Bank van Belgie / Belgische Nationalbank) bankjegyei mellett az 1970-es évekig a Belga Királyság Kincstára (Royaume de Belgique - Trésorerie / Koninkrijk Belgie - Thesaurie) is bocsátott ki papírpénzt államjegyek formájában, 20 és 50 frank névértékben.
Az euro bevezetésekor két sorozat volt forgalomban, az 1978-1992 között bevezetett, ez 100, 500, 1000, 5000 és 10 000 frankos címletekből állt, valamint az 1994-1997 között forgalomba hozott, ez 100, 200, 500, 1000, 2000 és 10 000 frankos címleteket tartalmazott.

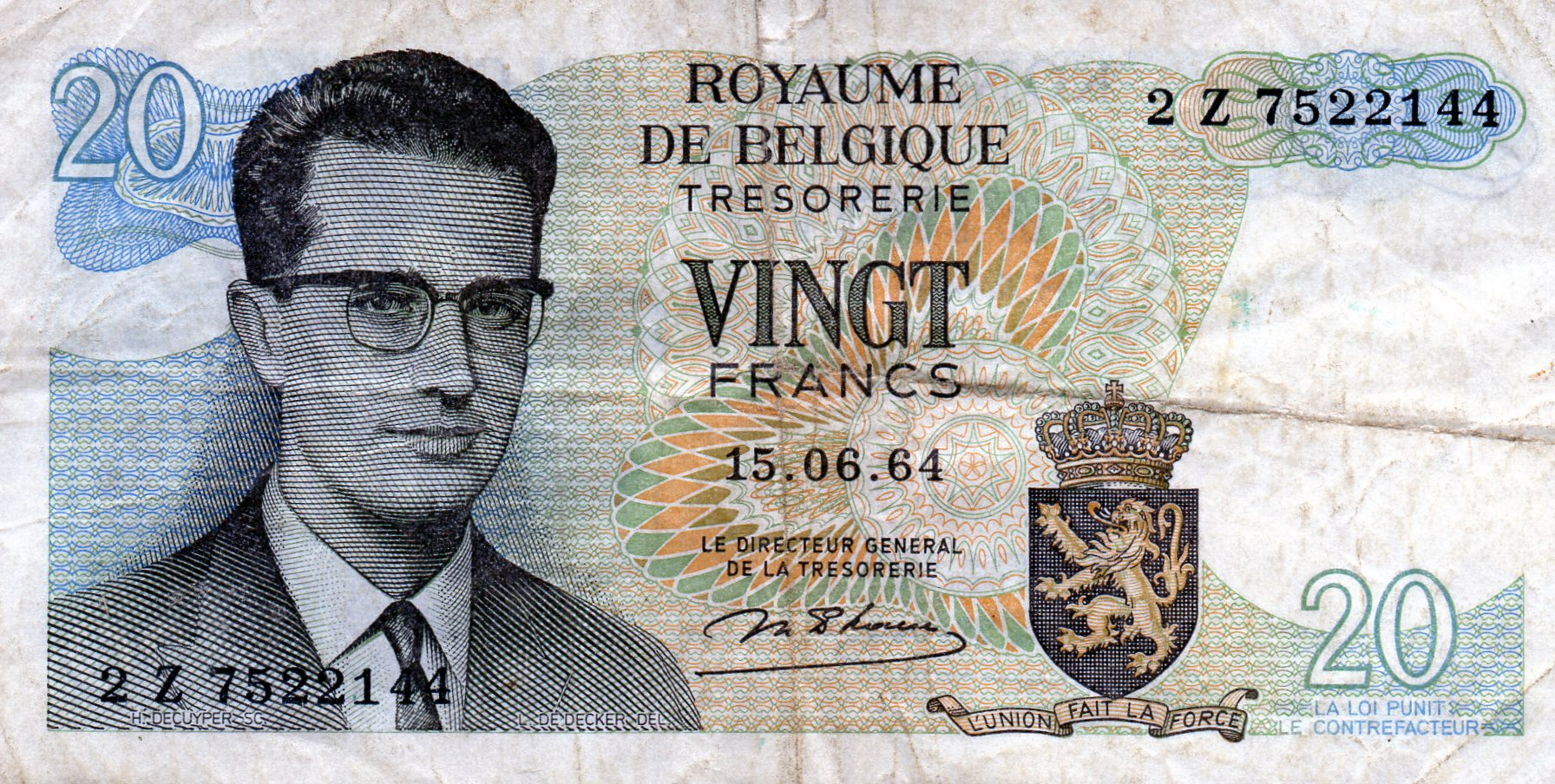
Belga 1964-es sorozatú 20 frankos államjegy Baldvin király portréjával.
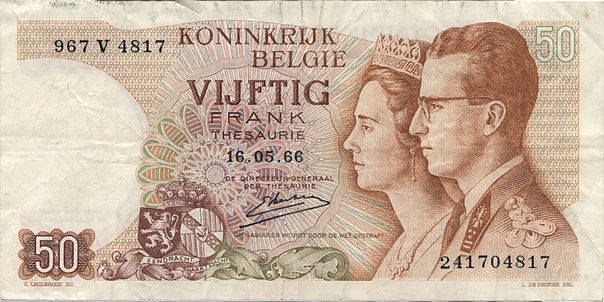
Belga 1966-os sorozatú 50 frankos államjegy Baldvin király és Fabiola királyné portréjával
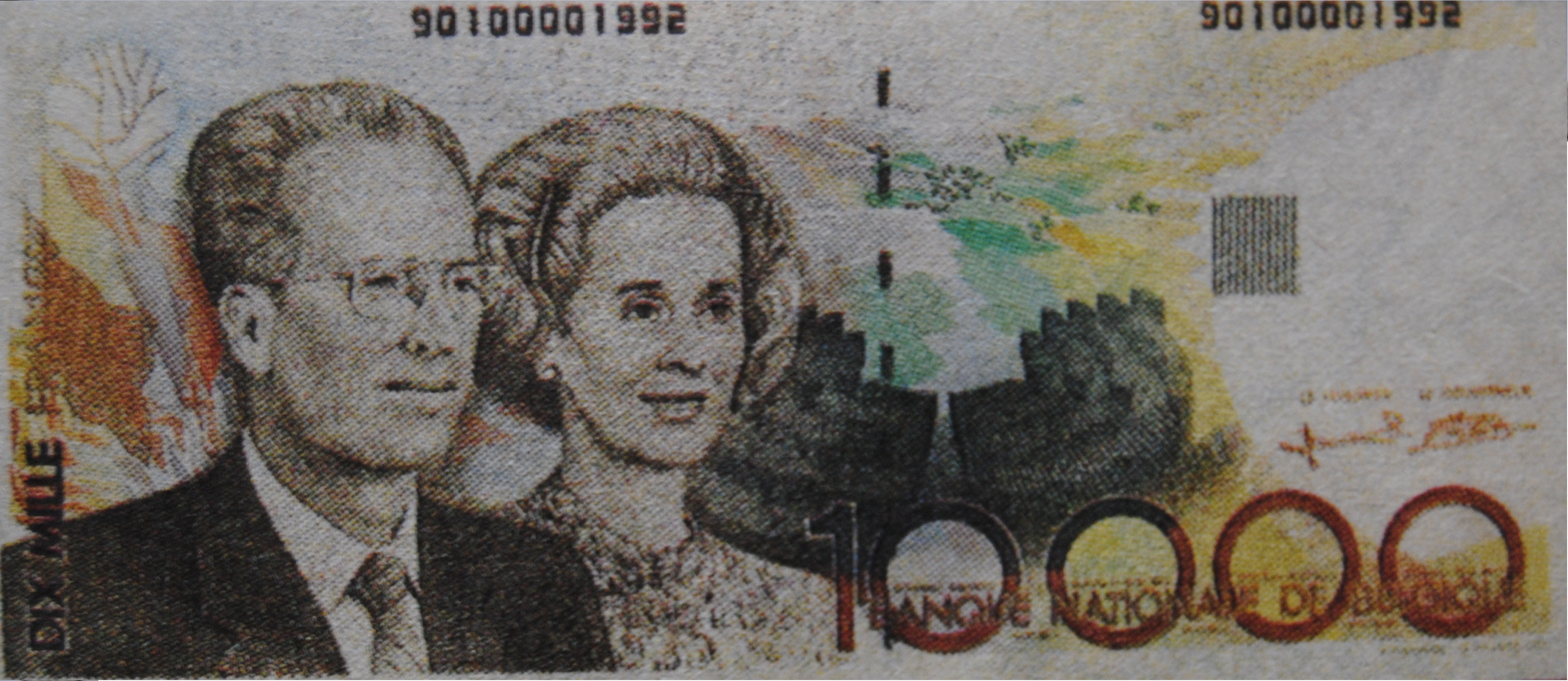
Belga 1992-es sorozatú 10 000 frankos bankjegy Baldvin király és Fabiola királyné portréjával.
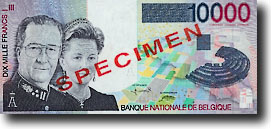
Belga 1997-es sorozatú 10 000 frankos bankjegy II. Albert király és Paula királyné portréjával.

## Fordítás
Ez a szócikk részben vagy egészben  a   Franco belga című olasz Wikipédia-szócikk ezen változatának fordításán alapul.  Az eredeti cikk szerkesztőit annak laptörténete sorolja fel. Ez a jelzés csupán a megfogalmazás eredetét és a szerzői jogokat jelzi, nem szolgál a cikkben szereplő információk forrásmegjelöléseként.